# Samson Flexor
Samson Flexor (n. 9 septembrie 1907, Soroca, Basarabia, Imperiul Rus – d. 31 iulie 1971, São Paulo, São Paulo, Brazilia) a fost un evreu basarabean, pictor francez și brazilian, fondator al artei abstracte braziliene.

## Biografie
S-a născut în orașul Soroca din același ținut, gubernia Basarabia (Imperiul Rus), într-o familie evreiască bogată. Tatăl său, Modest Flexor, originar din colonia agricolă evreiască Zgurița, era cunoscut în întreaga gubernie ca agronom, proprietar de pământ și unul dintre cei mai bogați oameni din oraș. Mama sa Marie-Georgette (născută Kleiner) s-a născut în Franța. Samson a fost educat la o școală privată din Soroca, apoi la Școala de Artă din Odesa și, apoi, la București, unde s-a mutat întreaga familie. În 1922-1924 a studiat la Academia Regală Belgiană de Arte Frumoase (Academie Royale des Beaux-Arts) din Bruxelles și, din 1924, la Școala Națională de Arte Frumoase din Paris (École nationale supérieure des beaux-art) „Lucien Simon”; la Paris, de asemenea a participat la prelegeri despre istoria artei la Universitatea Sorbona. În 1926 a studiat tehnica frescei în Academia Ranson. La sfârșitul anilor 1920, părinții lui s-au stabilit și ei la Paris, iar în 1929 familia a primit cetățenia franceză.
A început să picteze peisaje inspirate de Soroca în anii 1920, aproape în întregime axate pe portretistică. De-a lungul anilor, lucrările sale capătă trăsături expresioniste mai pronunțate. Prima expoziție individuală a avut loc la 22 aprilie 1927 la Bruxelles în galeria Campagne Premiere, urmată de expoziții de grup la Paris; în anii 1930, a expus în mod regulat la Salon des Surindépendants. În 1933 soția sa, Tatiana Iablokov, a murit la nașterea copilului. Această tragedie a dus la o criză existențială și creativă; în același an s-a convertit la romano-catolicism. Când a început să picteze din nou, pe lucrările sale au apărut motive distinct religioase. Relația artistului cu familia sa în acest moment s-a răcit dramatic și situația financiară s-a deteriorat. În 1939 s-a căsătorit din nou, cu Magda Mezhicher, iar în același an s-a născut primul său fiu și și-a restabilit relațiile cu familia. În anul următor tatăl său a cumpărat pentru el o casă în Normandia, unde, după o scurtă participare la mișcarea de rezistență franceză, s-a retras împreună cu familia și a petrecut tot timpul celui de-al doilea război mondial.
După război Flexor nu a rămas în Franța. În 1946 a vizitat Brazilia pentru prima dată, iar în primăvara anului 1948 a părăsit definitiv Europa și s-a stabilit la São Paulo. De când s-a mutat în Brazilia, realismul a dispărut complet din operele artistului și toate lucrările sale ulterioare au fost abstracte. În 1951 Flexor a deschis primul studio abstracționist din Brazilia numit Atelier-Abstração, unde lucrările expuse au fost unite în jurul lui un grup de pictori contemporani brazilieni contemporani, precum Jacques Douchez, Norberto Nicola, Leopoldo Raimo, Alberto Teixeira, Wega Nery, Anésia Pacheco e Chaves, Charlotta Adlerová, Ernestina Karman, Iracema Arditi și Gisela Eichbaum.
În 1961, Flexor a deschis cel de-al doilea studio abstracționist. Singura excepție de la întreaga artă abstracționistă din Brazilia în timpul frescelor a fost făcută de el în 1948 pentru biserica Nossa Senhora de Fátima și în 1958-1960 pentru Biserica Nossa Senhora do Perpétuo Socorro din São Paulo. În ultimii ani ai vieții, lucrările sale au fost expuse în mod regulat, fapt care a crescut interesul pentru munca sa și în străinătate. O expoziție cuprinzătoare din o sută de picturi ale artistului la împlinirea centenarului nașterii sale, „100 de ani / 100 de opere” a avut loc în perioada 11-28 septembrie 2007 la Muzeul Național de Artă al Moldovei din Chișinău, de unde în octombrie s-a mutat la București, iar apoi, la la Bruxelles, Londra, Paris, Rio de Janeiro și alte orașe din Brazilia, precum Belo Horizonte, Salvador, Poços de Caldas și São Paulo.

## Picturi
- „Figură” (1946)
- „Femei negre” (1947)
- «Croisillon» (1953)
- «Retrato de Leopoldo F. Raimo» (1953)
- «Va et vient» (1954)
- Fără titlu (1959)
- „Obstacol” (1962)
- «Modulações»
- „Acuarelă” (1966)
- „Figura” (1968)
- „Nahaia” (1970)
- „Abstracție”
- „Bipede”
- „Catalog al expoziției de acuarele”[nefuncțională – arhivă]
- Fotografie a pictorului (1969)